# Andrzej Jan Aleksander Skurczycki
Andrzej Jan Aleksander Skurczycki herbu Jastrzębiec – chorąży nowogrodzkosiewierski w latach 1668-1676, wojski przemyski w latach 1668-1674, skarbnik przemyski w latach 1665-1668, skarbnik bracławski w 1665 roku, chorąży chorągwi pancernej królewskiej, rotmistrz wojska powiatowego ziemi przemyskiej w 1671 i 1672 roku.